# Jeffrey Wigand

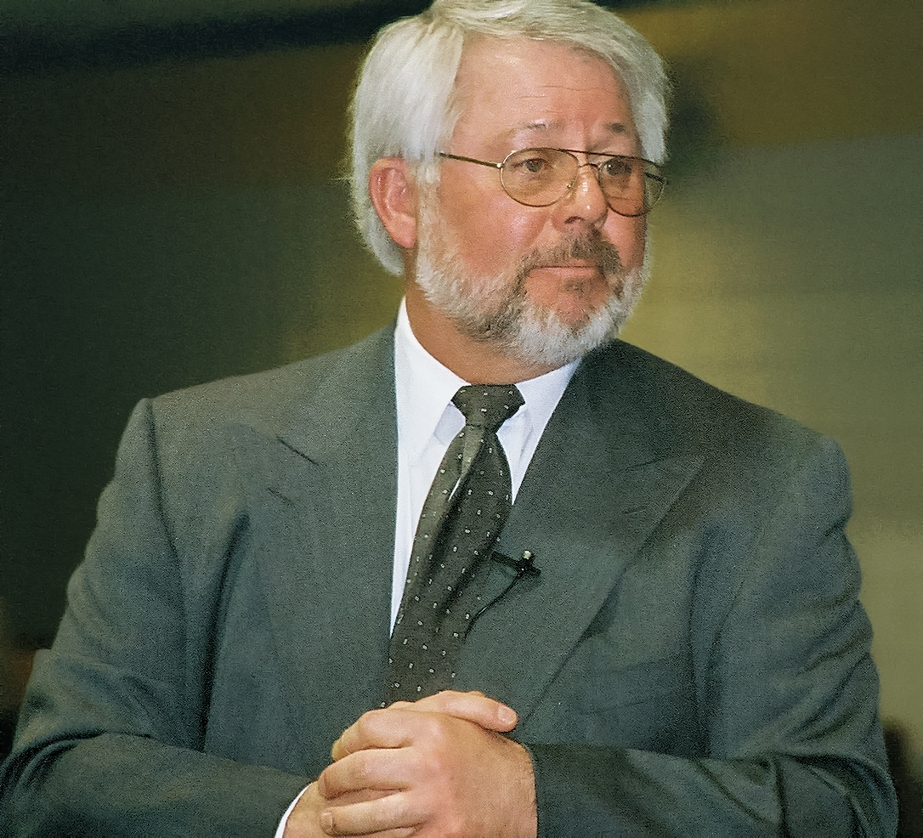
Jeffrey Wigand (2006)

Jeffrey S. Wigand (* 17. Dezember 1942 in New York City) war Vize-Präsident der Abteilung für Forschung und Entwicklung von „Brown & Williamson“, einem Tabakkonzern der British American Tobacco. Er war für die Entwicklung einer vermeintlich „gesünderen“ Zigarette durch den Verzicht auf die Beimischung von Cumarin zuständig.
Am 4. Februar 1996 gelangte Wigand zu nationaler Bekanntheit, als er sich als Informant an Lowell Bergman, einen der Produzenten der Sendung 60 Minutes, wendete. Wigands Ausführungen nach hatte Brown & Williamson systematisch das Gesundheitsrisiko der von ihnen hergestellten Zigaretten verheimlicht. Für seine Äußerungen erhielten er und seine Familie anonyme Morddrohungen. Der Skandal wurde in dem siebenfach Oscar-nominierten Spielfilm The Insider mit Russell Crowe in der Rolle von Wigand und Al Pacino in der Rolle von Bergman verfilmt.

## Leben
Jeffrey Wigand wuchs in der Bronx und später in Pleasant Valley im Bundesstaat New York auf. Nach einer kurzen Zeit beim Militär im Vietnamkrieg machte er seinen Master und Ph. D. an der State University of New York in Buffalo.
Bevor Wigand für Brown & Williamson tätig war, arbeitete er für Unternehmen wie Pfizer und Johnson & Johnson. Darüber hinaus war er als General- und „Marketing Direktor“ für Union Carbide in Japan tätig. Im Januar 1989 wurde er von Brown & Williamson eingestellt und am 24. März 1993 fristlos entlassen. Im Anschluss war er Lehrer für Chemie und Japanisch an der „DuPont Manual High School“ in Louisville (Kentucky). Später wurde er zum „Lehrer des Jahres“ des Bundesstaates Kentucky gewählt.
Seine erste Frau, Linda, lernte er 1970 in einer Judoklasse kennen.
Er ist Vater von drei Töchtern, eine aus erster und zwei aus zweiter Ehe. Er lebt heute in Mount Pleasant im Bundesstaat Michigan und arbeitet vor allem für seine Non-Profit-Organisation „Smoke-Free Kids Inc.“, die Kinder aller Altersstufen zu einem rauchfreien Leben motivieren möchte. Als Insider und Experte für Tabakkonsum und Produktion von Tabakwaren hält er weltweit Vorträge.
Wigand ist in dritter Ehe mit Hope Elizabeth May verheiratet, einer amerikanischen Philosophin, Autorin und Anwältin welche Professor an der Central Michigan Universität in Mount Pleasant (Michigan) ist.